# Rae Boko
Rae Boko, född 28 februari 1999 på Annemanna stuteri i Ekerö i Stockholms län, död 30 september 2022, var en svenskvarmblodig travhäst. Hon tränades under sin tävlingskarriär av Markku Nieminen och kördes oftast av Jorma Kontio.

## Bakgrund
Rae Boko var ett mörkbrunt sto efter Pine Chip och under Nicolette Hanover (efter Super Bowl). Hon föddes upp och ägdes av Annemanna AB, Ekerö. Hon tränades under tävlingskarriären av Markku Nieminen och kördes oftast av Jorma Kontio.

## Karriär
Rae Boko tävlade mellan 2001 och 2004 och sprang in 5 miljoner kronor på 34 starter varav 22 segrar, 5 andraplatser och 1 tredjeplats. Bland hennes främsta meriter räknas segrarna i Drottning Silvias Pokal (2003) och Breeders' Crown (2002), samt de båda segrarna i korta och långa E3 (2002).
Hon är ett av sju ston som lyckats med bedriften att segra i både korta och långa E3 (Mascate Match 2019, Tamla Celeber 2010, Needles'n Pins 2004, Giant Diablo 2003, Rae Boko 2002, Monkey Ride 1999, Montana Chill 1998).